# Shaukat Aziz

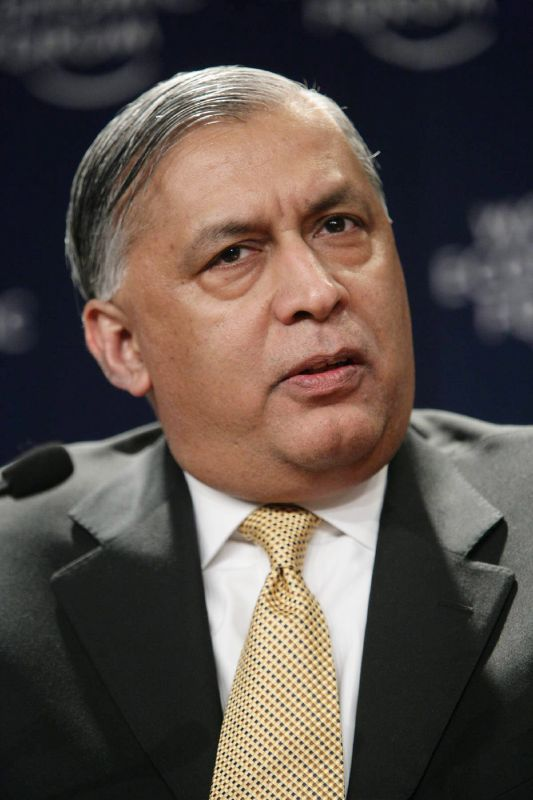
Shaukat Aziz.

Shaukat Aziz (urdu: شوکت عزیز), född 6 mars, 1949 i Karachi, Pakistan, var Pakistans premiärminister 2004-2007 och finansminister 1999-2007 . 
Han blev finansminister i november 1999, och handplockades till posten som premiärminister av president Pervez Musharraf, sedan Zafarullah Khan Jamali avgått 6 juni 2004. Under perioden fram till Aziz formella val, innehades posten av Chaudhry Shujaat Hussain. Efter val i nationalförsamlingen 27 augusti, som utföll med rösterna 191 mot 151, tillträdde Aziz den senare befattningen 28 augusti 2004. Han innehade samtidigt posten som finansminister. Avgick i november 2007 och efterträddes av Muhammad Mian Soomro.
Partipolitiskt tillhör han Pakistans muslimska förbund.